# Banda Ione d'indis miwok
La banda Ione d'indis miwok és una tribu reconeguda federalment dels miwok al comtat d'Amador (Califòrnia).

## Govern
La banda Ione dirigeix negocis des de Plymouth (Califòrnia). La tribu és dirigida per un consell electoral. L'actual cap del consell tribal és Yvonne Miller.

## Història
Els miwok vivien en més d'un centenar de llogarets al llarg dels rius Sacramento i San Joaquin, així com al nord de la badia de San Francisco a l'est en els contraforts de la Sierra Nevada. Llur història oral afirma que la tribu ve de Buena Vista Peaks, al sud d'Ione (Califòrnia), quan la vall del Sacramento estava coberta per l'aigua.
El contacte amb els europeus es va produir al segle xix, quan els exploradors espanyols van descendir sobre terres miwok. Van esclavitzar milers d'indis. La verola i altres epidèmies van delmar els miwok entre 1820 i 1840. John Sutter hi va construir la seva fortalesa en 1839 i va continuar esclavitzant indis. Es va establir al voltant d'Ione. La febre de l'or de Califòrnia de 1848-1850 va portar una allau de persones no indígenes a la regió.
Estimulat per la violència generada pels nouvinguts a les terres dels amerindis de Califòrnia, el govern federal dels Estats Units van negociar tres tractats amb els miwok d'Ione. El Congrés dels EUA no ha ratificat els tractats, i el públic no en va saber d'ells fins a 1905. Empesos a abandonar les seves terres ancestrals i negats els drets humans o la protecció, els miwok d'Ione van ser forçats a treballar com a jornalers i peons per sobreviure.
Un cens de la Bureau of Indian Affairs (BIA) de 1915 revelava que 101 miwoks sense llar vivien al voltant d'Ione. Aquests es convertirien en la ranxeria Jackson, ranxeria Buena Vista, i banda Ione d'indis miwok. El govern dels Estats Units intentà infructuosament crear una ranxeria de 40 acres per als miwok d'Ione. Les famílies s'assentaren a la terra, i finalment en 1872 la terra va ser atorgada a 12 individus i altres membres dels miwok d'Ione, però no col·lectivament a la tribu. Les negociacions i les lluites legals sobre propietat de la terra i el reconeixement tribal han continuat durant dècades.
En 1994 Ada Deer va escriure que la banda Ione dels indis Miwok era reconeguda de fet pel govern federal. La banda Ione dels miwok va escollir un consell tribal en 1996. Van ratificar una constitució que va ser aprovada per la BIA el 2002 i van dur a terme unes noves eleccions en 2003.